# Смок і Малюк
«Смок і Малюк» (лит. «Smokas ir Mažylis») — литовський радянський художній пригодницький фільм (мінісеріал) 1975 року за мотивами роману Джека Лондона «Смок Беллью».

## Сюжет
Дія відбувається наприкінці XIX століття в США. Кіт Белью — письменник із Сан-Франциско. Газета, для якої він писав роман з продовженням, на межі банкрутства, і Белью вирішив відправитися на заробітки до Аляски — спробувати щастя в пошуках золота. По дорозі Белью познайомився і потоваришував з «Малюком», і сам отримав прізвисько «Смок». Після важкої подорожі, ризикуючи життям, Смок дістався до Доусона. Йому доведеться пережити злети і падіння. Він встигне попрацювати посудомийником і тапером в ресторані. Заробити цілий статок в грі на рулетці і потім спустити його, спробувавши зайнятися бізнесом.

## У ролях
- Веніамін Смєхов — Смок Белью (озвучив Володимир Ферапонтов)
- Гедимінас Гірдвайніс — Малюк
- Вітаутас Томкус — Чарлі Скажений
- Еугенія Байоріте — Джой Гастелл
- Регіна Арбачяускайте — Люсіль Ерол
- Баліс Браткаускас — Білл Солтмен
- Юозас Рігертас — лейтенант Поллок
- Маріонас Гедріс — редактор газети О'Хара
- Антанас Шурна — міліонер Харвіш (1-я серія)

## Знімальна група
- Режисер: Раймондас Вабалас
- Автори сценарію: Раймондас Вабалас, Пранас Моркус
- Оператор: Йонас Томашявічюс
- Композитор: В'ячеслав Ганелін
- Художник: Альгімантас Шважас, Ірена Норвайшене